# Église de Keuruu
L'église de Keuruu (en finnois : Keuruun kirkko) est une église située dans  la commune de  Keuruu en Finlande.

## Description
L'église est située sur la colline de Kippavuori à proximité de l'ancienne église de Keuruu.
Elle est conçue par Theodor Granstedt et bâtie par Odert Laine de 1889 à 1892. 
L’utilisation de briques a influencé le style néo-gothique de l'édifice.
L'église est grande, lumineuse et évoque les cathédrales.
La rénovation de l'édifice en 1956 est conçue par Elsi Borg et conduite par Eino Leppänen.
L’église dispose de 1100 sièges.
Le retable peint par Eero Järnefelt en 1892 est un diptyque dont une partie représente le Christ en Croix et l'autre l’apparition d'un ange au Gethsemane.